# Tuberoza
Tuberoza (znanstveno ime Polianthes tuberosa) je agavi sorodna, močno dišeča trajnica, ki jo uporabljamo kot sestavino parfumov. 
Tuberozo je pogosto omenjal Ivan Cankar v svojih delih.

## Etimologija
Ime tuberoza izhaja iz latinske besede tuberosa v pomenu 'otekel, gomoljast', kar se nanaša na korenine. Polianthes v grščini pomeni "mnogo cvetov", saj rastlina razvije bogato cvetoč klas. V mehiški španščini se imenuje nardo ali vara de San José,v Indiji pa rajanigandha,, kar pomeni 'vonj noči'.  Na Havajih se imenuje kupaloke.

## Opis
Tuberoza izvira iz Mehike. Tvori do 45 cm dolge klase z belimi, dišečimi cvetovi; najstarejši cvetovi se odpri pri dnu klasa. Cveti ponoči. Prašniki so zraščeni. Pravi listi so dvoji: spodaj so dolgi, gosti in svetlo zeleni, više manjši in steblo objemajoči.